# Вулька-Козловська
Вулька-Козловська (пол. Wólka Kozłowska) — село в Польщі, у гміні Тлущ Воломінського повіту Мазовецького воєводства.
Населення — 441 особа (2011).
У 1975-1998 роках село належало до Остроленцького воєводства.

## Демографія
Демографічна структура станом на 31 березня 2011 року:
|          | Загалом | Допрацездатний вік | Працездатний вік | Постпрацездатний вік |
| -------- | ------- | ------------------ | ---------------- | -------------------- |
| Чоловіки | 211     | 42                 | 153              | 16                   |
| Жінки    | 230     | 53                 | 133              | 44                   |
| Разом    | 441     | 95                 | 286              | 60                   |